# Lucas Pouille
Lucas Pouille (Groot-Sinten, 23 februari 1994) is een Frans tennisspeler.

## Palmares
| Legenda                       | Legenda               |
| ----------------------------- | --------------------- |
| Grand Slam                    |                       |
| Olympische Spelen             |                       |
| tot 2009                      | vanaf 2009            |
| Tennis Masters Cup            | ATP Finals            |
| ATP Masters Series            | ATP Tour Masters 1000 |
| ATP International Series Gold | ATP Tour 500          |
| ATP International Series      | ATP Tour 250          |

### Enkelspel
| Nr.              | Datum             | Toernooi        | Ondergrond    | Tegenstander in finale | Score            |         |
| ---------------- | ----------------- | --------------- | ------------- | ---------------------- | ---------------- | ------- |
| gewonnen finales |                   |                 |               |                        |                  |         |
| 1.               | 25 september 2016 | ATP Metz        | Hardcourt (i) | Dominic Thiem          | 7-6(5), 6-2      | details |
| 2.               | 30 april 2017     | ATP Boedapest   | Gravel        | Aljaž Bedene           | 6-3, 6-1         | details |
| 3.               | 18 juni 2017      | ATP Stuttgart   | Gras          | Feliciano López        | 4-6, 7-6(5), 6-4 | details |
| 4.               | 29 oktober 2017   | ATP Wenen       | Hardcourt (i) | Jo-Wilfried Tsonga     | 6-1, 6-4         | details |
| 5.               | 11 februari 2018  | ATP Montpellier | Hardcourt (i) | Richard Gasquet        | 7-6(2), 6-4      | details |
| verloren finales |                   |                 |               |                        |                  |         |
| 1.               | 24 april 2016     | ATP Boekarest   | Gravel        | Fernando Verdasco      | 3-6, 2-6         | details |
| 2.               | 26 februari 2017  | ATP Marseille   | Hardcourt (i) | Jo-Wilfried Tsonga     | 4-6, 4-6         | details |
| 3.               | 25 februari 2018  | ATP Marseille   | Hardcourt (i) | Karen Chatsjanov       | 5-7, 6-3, 5-7    | details |
| 4.               | 3 maart 2018      | ATP Dubai       | Hardcourt     | Roberto Bautista Agut  | 3-6, 4-6         | details |

## Resultaten grote toernooien
| Legenda | Legenda                          |
| ------- | -------------------------------- |
| g.t.    | geen toernooi gehouden           |
| l.c.    | lagere categorie                 |
| –       | niet deelgenomen                 |
| G       | uitgeschakeld in de groepsfase   |
| 1R      | uitgeschakeld in de eerste ronde |
| 2R      | uitgeschakeld in de tweede ronde |
| 3R      | uitgeschakeld in de derde ronde  |
| 4R      | uitgeschakeld in de vierde ronde |
| KF      | uitgeschakeld in de kwartfinale  |
| HF      | uitgeschakeld in de halve finale |
| F       | de finale verloren               |
| W       | het toernooi gewonnen            |
| w-v     | winst/verlies-balans             |

### Enkelspel
| toernooi            | 2013 | 2014 | 2015 | 2016 | 2017 | 2018 | 2019 | 2020 | 2021 | 2022 | 2023 |
| ------------------- | ---- | ---- | ---- | ---- | ---- | ---- | ---- | ---- | ---- | ---- | ---- |
| grandslamtoernooien |      |      |      |      |      |      |      |      |      |      |      |
| Australian Open     | –    | 1R   | 1R   | 1R   | 1R   | 1R   | HF   | –    | –    | 1R   | –    |
| Roland Garros       | 2R   | 1R   | 1R   | 2R   | 3R   | 3R   | 2R   | –    | 1R   | 1R   |      |
| Wimbledon           | –    | –    | 1R   | KF   | 2R   | 2R   | 3R   | g.t. | 1R   | –    |      |
| US Open             | –    | –    | 1R   | KF   | 4R   | 3R   | 2R   | –    | 1R   | –    |      |
| ATP Masters 1000    |      |      |      |      |      |      |      |      |      |      |      |
| Indian Wells        | –    | –    | –    | 1R   | 3R   | 2R   | 2R   | g.t. | –    | –    |      |
| Miami               | –    | –    | –    | 4R   | 2R   | –    | 2R   | g.t. | –    | –    |      |
| Monte Carlo         | –    | –    | 2R   | 3R   | HF   | 2R   | 1R   | g.t. | 3R   | –    |      |
| Madrid              | –    | –    | –    | 2R   | 1R   | 1R   | 2R   | g.t. | –    | 2R   |      |
| Rome                | –    | –    | –    | HF   | 1R   | 2R   | 1R   | –    | –    | –    |      |
| Montreal/Toronto    | –    | –    | –    | 2R   | 1R   | 1R   | 1R   | g.t. | –    | –    |      |
| Cincinnati          | –    | –    | –    | 1R   | –    | 2R   | KF   | –    | –    | –    |      |
| Shanghai            | –    | –    | –    | 3R   | 2R   | –    | 2R   | g.t. | g.t. | g.t. |      |
| Parijs              | –    | 3R   | 1R   | 3R   | 3R   | 1R   | –    | –    | –    | –    |      |
| statistieken        |      |      |      |      |      |      |      |      |      |      |      |
| titels per jaar     | 0    | 0    | 0    | 1    | 3    | 1    | 0    | 0    | 0    | 0    | 0    |
| eindejaarsranking   | 192  | 133  | 78   | 15   | 18   | 32   | 22   | 70   | 155  | 381  |      |

### Dubbelspel
| toernooi            | 2013 | 2014 | 2015 | 2016 | 2017 | 2018 | 2019 | 2020 | 2021 |
| ------------------- | ---- | ---- | ---- | ---- | ---- | ---- | ---- | ---- | ---- |
| grandslamtoernooien |      |      |      |      |      |      |      |      |      |
| Australian Open     | –    | –    | –    | HF   | –    | –    | –    | –    | –    |
| Roland Garros       | 1R   | –    | 2R   | 1R   | –    | –    | –    | –    | 1R   |
| Wimbledon           | –    | –    | 1R   | 1R   | –    | –    | –    | g.t. | –    |
| US Open             | –    | –    | 2R   | –    | –    | –    | –    | –    |      |
| ATP Masters 1000    |      |      |      |      |      |      |      |      |      |
| Indian Wells        | –    | –    | –    | –    | 1R   | 1R   | 2R   | g.t. |      |
| Miami               | –    | –    | –    | –    | –    | –    | –    | g.t. | –    |
| Monte Carlo         | –    | –    | –    | –    | 1R   | 1R   | 1R   | g.t. | –    |
| Madrid              | –    | –    | –    | –    | –    | 1R   | –    | g.t. | –    |
| Rome                | –    | –    | –    | –    | –    | 1R   | –    | –    | –    |
| Montreal/Toronto    | –    | –    | –    | 1R   | 2R   | 1R   | 1R   | g.t. |      |
| Cincinnati          | –    | –    | –    | 2R   | –    | 1R   | 1R   | –    |      |
| Shanghai            | –    | –    | –    | –    | 2R   | –    | –    | g.t. |      |
| Parijs              | –    | –    | 1R   | 2R   | 2R   | 1R   | –    | –    |      |